# چال‌کایا (تاش‌اوا)
چال‌کایا (به لاتین: Çalkaya) یک منطقهٔ مسکونی در ترکیه است که در تاشوا واقع شده‌است.